# Amt Gemünden (Hochstift Würzburg)
Das Amt Gemünden (zuletzt Oberamt Gemünden) war ein vom 14. Jahrhundert bis 1804 bestehender Verwaltungs- und Gerichtsbezirk der Grafschaft Rieneck und des Hochstiftes Würzburg.

## Geschichte
Gemünden war seit dem Hochmittelalter Rieneckscher Besitz. 1278 ist urkundlich die Vergabe der Hälfte der Stadt an die Grafen Ludwig und Gerhard von Rieneck durch das Hochstift Würzburg urkundlich belegt. Im Rahmen der Territorialisierung bildete sich im 14. Jahrhundert das Amt Gemünden. Graf Philipp III. von Rieneck starb als letztes männliches Mitglied seiner Familie am 3. September 1559. Das Amt Gemünden fiel damit als erledigtes Lehen an das Hochstift Würzburg zurück.
Die Statistik des Hochstiftes Würzburg von 1699 nennt 258 Untertanen in 8 Dörfern und 3 Höfen und Mühlen. Als jährliche Einnahmen des Hochstiftes aus dem Amt wurden abgeführt: Schatzung: 69 Reichstaler, Akzise und Ungeld: 271 fl und Rauchpfund: 226 Pfund.
In Würzburg wurde es im 18. Jahrhundert als Oberamt Gemünden bezeichnet. Mit dem Reichsdeputationshauptschluss kam das Oberamt Gemünden 1803 zum Königreich Bayern. In Bayern wurde das Amt aufgelöst und 1804 stattdessen das Landgericht Gemünden gebildet.

## Umfang
Das Oberamt Gemünden umfasste die Stadt Gemünden sowie die Ortschaften Halsbach, Hofstetten, Massenbuch, Michelau, Schonderfeld, Seifriedsburg und Weyersfeld.

## Amtssitz

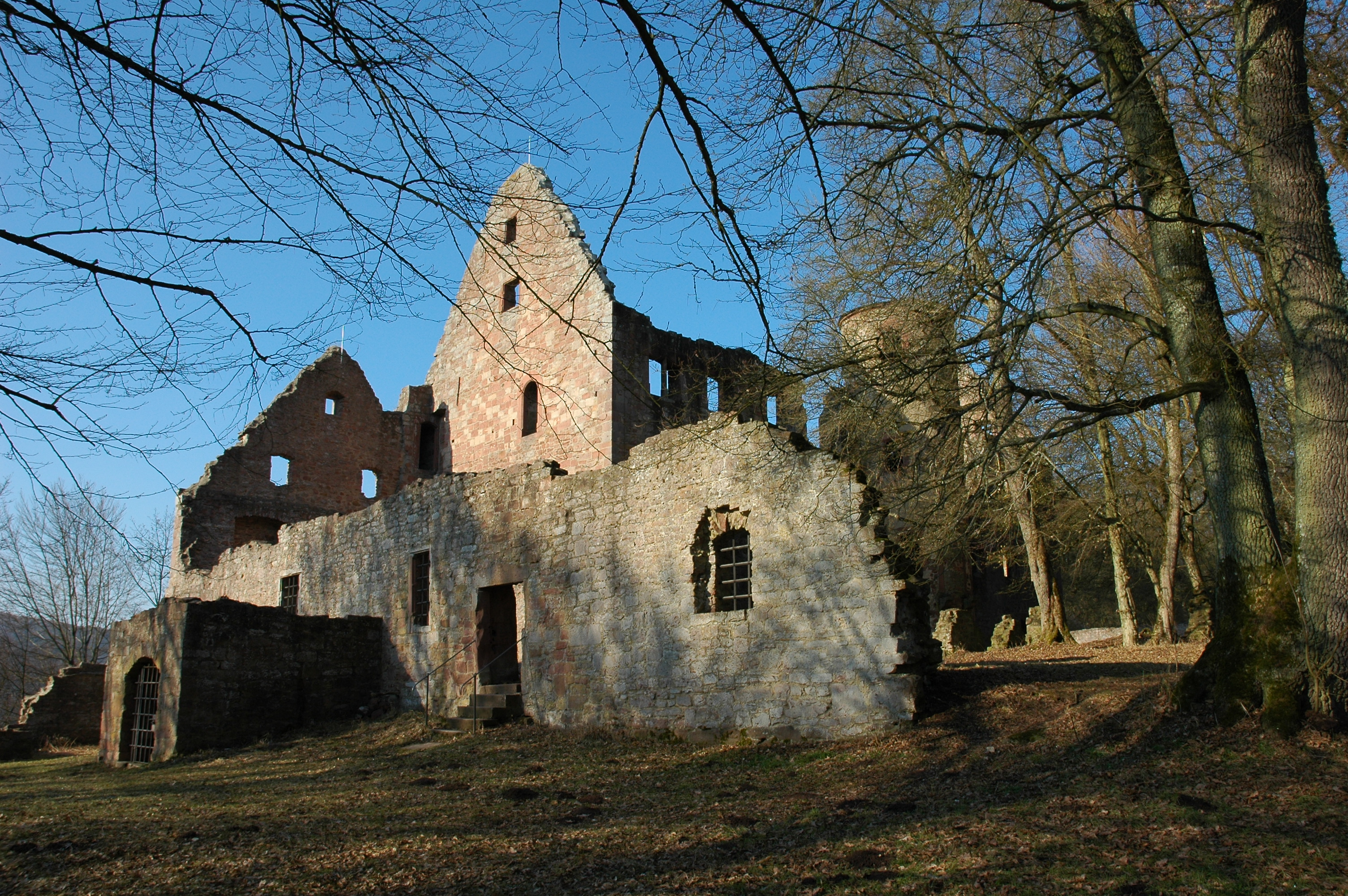
Schönrain

Nach der Säkularisation von Hirsau 1555 im Zuge der württembergischen Reformation und seinem Übertritt zur Lehre Luthers ließ Graf Philipp von Rieneck die Klosterkirche niederreißen und an deren Stelle ein aufwendiges Verwaltungs- und Wohngebäude errichten. Dieses konnte 1556 bezogen werden und diente als Verwaltungssitz.

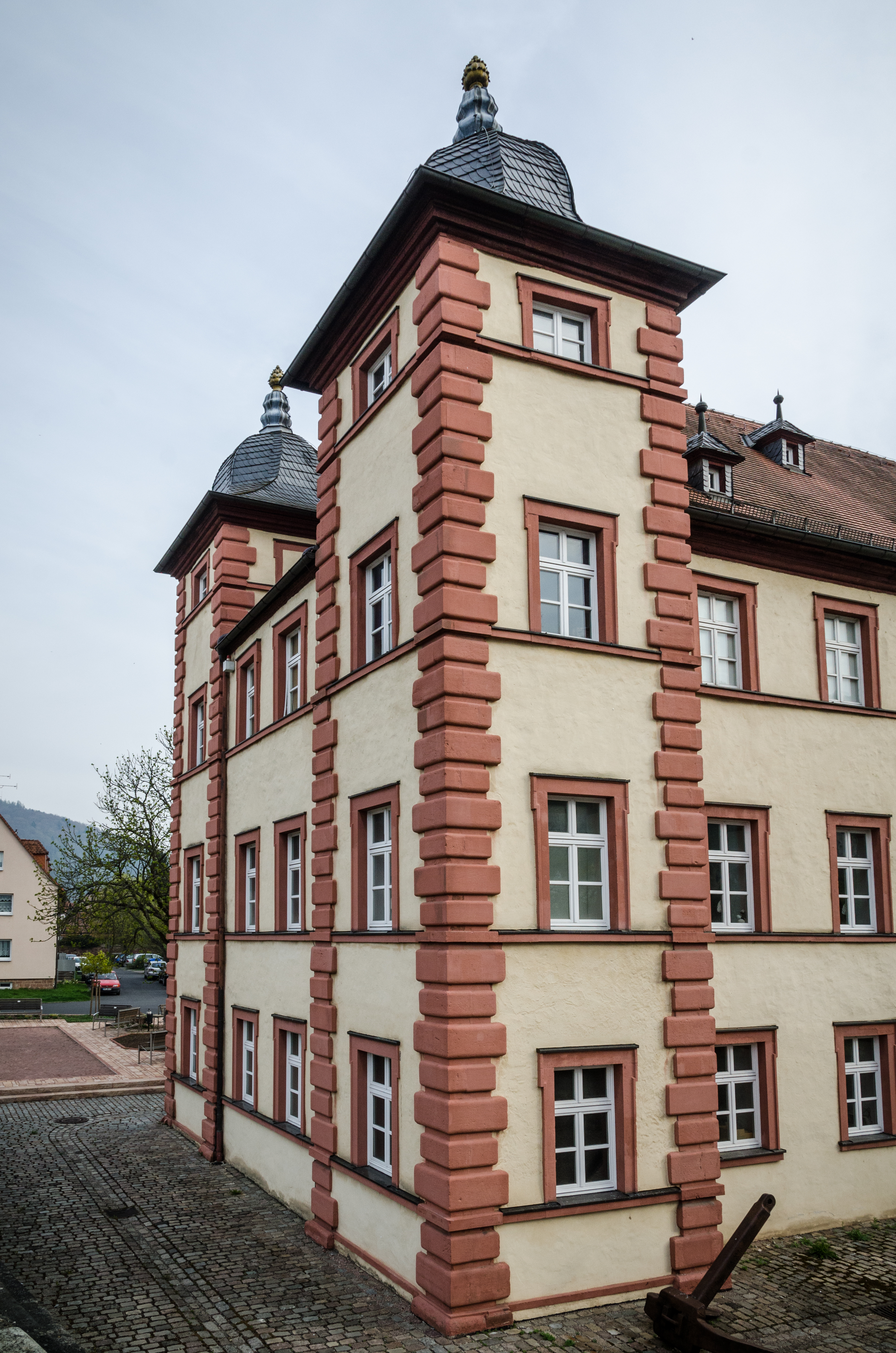
Hutten-Schlösschen

Seit 1726 war das sogenannte Hutten-Schlösschen, Frankfurter Straße 2 in Gemünden, würzburgisches Amtshaus. Das Schloss ist ein freistehender dreigeschossiger Halbwalmdachbau mit geohrten Sandsteinrahmungen und rustizierten Kantenquaderungen sowie zwei Ecktürmen mit vasenbekrönten Glockendächern. Das Gebäude in barockem Stil ist bezeichnet „1711“ und steht unter Denkmalschutz.
Das Zentgericht wurde in einem großen Haus gegenüber dem Rathaus gehalten. Die Richtstätte befand sich in Grauenthal, später Krautthal genannt.

## Oberamtmänner
- Oswald Stephan von Schölkrippen (1481)
- Otto von Kehr (1483)
- Bern. von Thüngen (1501)
- Friedrich von Schlitz (1523)
- David Truchseß von Rieneck (1536)
- Mart. Von Thüngen (1538)
- Sebastian Diemer von Rieneck († 1574)
- Mart. Voit von Rieneck zu Steinbach (1577)
- Wolfgang Voit von Rieneck († 1634)
- Srg. Phl. Voit von Rieneck (1650)
- Christoph Friedrich von Wachenheim (1776)
- Heinrich Christoph von Eib (1710)
- Karl Philipp Schutzbar gen. Milchling (1728)
- Joh. Philipp Karl Josef von Bibra (1742)
- Konstantin Freiherr von Wachenheim gen. Von Bechtolsheim (1746)
- Damian Fr. Franz Karl Erwein Graf von Schönborn (1764)
- Hr. von Münster (1771)
- Karl Phl. Von Würzburg (1773)
- Ad. Friedrich von Reichersberg (1786)
- Christoph Franz von Gebsattel (1792)